# Johannes Karl Max Röber
Johannes Karl Max Röber, född 6 mars 1861 i Döbeln, död 28 november 1942 i Dresden, var en tysk entomolog. Han beskrev ett antal fjärilsarter.